# Baron Waqa
Baron Waqa (født 31. december 1959) har været Naurus præsident siden 2013.
Waqa er blandt andet kendt for hårdhændet regeringsførelse, og hans navn blev fundet i Panama-papirerne. Han har blandt andet været en del af stillehavspagten mellem Nauru og Indonesien, der førte til bedre handelsvilkår mellem de to nationer. Under hans regeringsperiode har han blandt andet været medvirkende til større eksport, ophævelsen af den officielle licenspakke og en bedre infrastruktur i Nauru. Han har desuden sørget for en forlængelse af embedsperioden, hvilket har krævet en ændring i forfatningen.
 Der er for få eller ingen kildehenvisninger i denne artikel, hvilket er et problem. Du kan hjælpe ved at angive troværdige kilder til de påstande, som fremføres i artiklen.